# Menozziola obscuripes
Menozziola obscuripes är en tvåvingeart som först beskrevs av Schmitz 1927.  Menozziola obscuripes ingår i släktet Menozziola och familjen puckelflugor.
Artens utbredningsområde är Finland. Arten är reproducerande i Sverige. Inga underarter finns listade i Catalogue of Life.